# Tuluganovka
Tuluganovka (em russo: Тулугановка) é uma vila da Rússia situada no distrito de Narimanov do oblast de Astracã. Localiza-se a 12 quilômetros ao norte da cidade de Astracã, a capital do oblast homônimo, e tem uma população de 528 habitantes.